# 알데라민
알데라민(세페우스자리 알파, α Cep)은 세페우스자리 방향으로 지구로부터 약 49 광년 떨어진 곳에 있는 항성이다. 이 별은 밤하늘에서 2등급 밝기로 보인다.

## 명명법
이 별의 전통적인 이름 알데라민은 아랍어 구문 الذراع اليمين (알-디라 알-야민, ‘오른쪽 팔’)의 축약어이다. 이 명칭은 2016년 국제천문연맹 소속 항성명칭심의위원회(WGSN)에 의해 정식 고유명칭으로 인정 및 등재되었다. 다른 이름인 세페우스자리 알파는 바이어 명명법으로 표기한 것이다. 플램스티드 명명법에 따르면 세페우스자리 5로 표기한다.

## 가시성
알데라민의 위도는 북위 62도로 북반구에 거주하는 사람들 대다수가 관측할 수 있다. 최고고도가 지평선 바로 위쪽이기는 하지만, 남반구의 경우 남위 27도 거주자까지는 알데라민을 관측할 수 있다. 북아시아, 캐나다, 미국, 유럽 등 북반구 대부분 지역에서는 주극성으로 보인다. 겉보기 등급은 약 2.5로 맨눈으로는 물론이고 광공해가 존재하는 도심지에서도 이 별을 쉽게 볼 수 있다.

### 북극성
알데라민은 세차 경로 근처에 자리잡고 있어서 현 폴라리스처럼 주기적으로 세차 경로에 3° 이내로 접근, 북극성이 될 수 있다. 알데라민은 서기 7500년 경 북극성이 될 것이다.
| 직전              | 북극성           | 다음   |
| ----------------- | ---------------- | ------ |
| 세페우스자리 요타 | 기원전 6800년 경 | 데네브 |

## 물리적 특성
알데라민은 분광형 A의 주계열성이며 항성 내부의 수소가 고갈되어 가면서 주계열 단계를 떠나 준거성으로 진입하고 있다. 진화가 심화되면 적색거성이 될 것으로 보인다. 2007년 알데라민의 겉보기 등급이 2.5141로 조정되었으며 이와 함께 연주시차는 66.50 ± 0.11 밀리초각으로 갱신되었는데 이로부터 항성까지의 거리는 약 49 광년(약 15 파섹)으로 수정되었다.
표면 온도는 7740 켈빈으로 이 값에 기초하여 항성모형들을 이용하여 얻은 광도는 태양의 약 17 배이다. 알데라민의 반지름은 태양의 2.3 배, 질량은 태양의 1.74 배이다. 같은 분광형의 다른 별들과 마찬가지로 알데라민은 0.06 등급의 진폭만큼 밝기가 미세하게 변하며 방패자리 델타형 변광성으로 분류된다.
알데라민은 초속 246 킬로미터 속도로 아주 빠르게 회전하고 있어 1회 자전하는 데에 12 시간이 채 걸리지 않는다. 이처럼 빠르게 돌고 있기 때문에 비슷한 조건의 다른 항성들처럼 알데라민 역시 항성 내부의 화학 원소들이 분화(分化)되지 않고 있다. 태양의 경우 1회 자전에 거의 한 달 가까이 걸린다. 알데라민은 태양과 비슷하게 상당한 양의 X선 복사를 방출하고 있다. 이는 빠르게 회전하는 항성으로서는 예외적인(그러나 희귀한 경우는 아님) 현상으로 이 별이 강력한 자기장 활동을 하고 있음을 뜻한다.

## 명칭의 유래 및 문화적 중요성
울루그 베그는 알데라민을 알피르크(세페우스자리 베타), 알키드르(세페우스자리 에타)와 함께 ‘알-카와키브 알-피르크’(الكواكب الفرق)로 불렀으며 그 뜻은 ‘(짐승) 무리의 별들’이다.
동아시아 중화권에서 이 별은 위수 중 천구(天鈎, Tiān Gōu, ‘하늘의 갈고리’)에 속한다. 천구의 구성원은 알데라민, 세페우스자리 4, HD 194298, 세페우스자리 에타, 세타, 크시, 세페우스자리 26, 이오타, 오미크론으로 알데라민 자체 이름은 ‘천구오’(天鈎五, Tiān Gōu wu, 천구 중 다섯 번째 별)이다.

### 이름 용례
USS 알데라민 (AK-116)은 미국 해군 크레이터급 화물선으로 이 별의 이름을 딴 것이다.

## 같이 보기
- 가까운 밝은 별 목록
- 왜성